# Super Volleyball
Super Volleyball (スーパーバレーボール?), scritto anche Super Volley Ball, è un videogioco arcade di pallavolo sviluppato e pubblicato nel 1989 dalla V-System. La pubblicazione dell'arcade negli Stati Uniti d'America venne affidata alla Data East. Nel 1990 vennero pubblicate versioni per le console PC Engine e Sega Mega Drive. Il gioco è caratterizzato da prospettiva bidimensionale con visuale di lato, quindi con i pallavolisti in grado di spostarsi solo avanti e indietro, allora una novità tra gli arcade di pallavolo.
L'arcade ebbe successo, ma soprattutto la conversione per PC Engine fu molto apprezzata dalla critica dei suoi tempi; ricevette tra l'altro una "medaglia d'oro" di gioco del mese dalla rivista Zzap!, ed è dotata di animazione perfino più fluida della versione arcade secondo Guida Videogiochi.
Super Volleyball è il capostipite di una serie di giochi di pallavolo dotati dello stesso tipo di prospettiva, continuata con Power Spikes, Power Spikes II e Hyper V-Ball.
Nel 2005 uscì nella serie giapponese di emulazioni di arcade per PlayStation 2 Oretachi Gēsen Zoku (オレたちゲーセン族?).

## Modalità di gioco
Il gioco è a scorrimento orizzontale con visuale di profilo e in due dimensioni, senza la profondità del campo. Solo quattro sportivi per squadra sono effettivamente visibili in azione. Si può giocare in singolo oppure a due giocatori in competizione, con squadre nazionali maschili. I pulsanti utilizzati sono due, ma tutti i fondamentali vengono eseguiti con il primo pulsante a eccezione del muro, richiamabile con il secondo pulsante. 
In fase di servizio è possibile optare tra una battuta dal basso, una dall'alto, una battuta flottante e una in salto; è inoltre possibile effettuare, grazie a determinate combinazioni con i controlli, delle battute speciali tra cui una surreale battuta dall'alto con un effetto a zig-zag della palla e una battuta dal basso a campanile.
In fase di ricezione si controlla il giocatore sulla seconda linea che può spostarsi avanti e indietro e intercettare la palla sul posto oppure in tuffo; se la ricezione va a buon fine la palla andrà direttamente all'alzatore, mentre in caso di ricezione difettosa si dovrà controllare un ulteriore giocatore con lo scopo di recuperare il pallone.
L'alzatore è semi-automatico, nel senso che al momento dell'alzata il giocatore potrà scegliere se alzare la palla alla prima o alla seconda linea, oppure può cercare di sorprendere gli avversari attaccando in secondo tempo direttamente con l'alzatore.
In fase di schiacciata in prima linea è possibile fintare la stessa per attaccare con un secondo giocatore che salta in un secondo tempo, si può attaccare con una palla veloce ed è anche possibile direzionare l'attacco sulla prima o sulla seconda linea avversaria oltre che attaccare con un pallonetto per avere la certezza di eludere il muro avversario; per facilitare la fase d'attacco la palla si colora di rosso quando è possibile colpirla con forza e precisione.
Quando è l'avversario ad attaccare si può andare a muro.
Nella versione arcade, in giocatore singolo si controlla la nazionale giapponese, oppure nelle versioni del cabinato pubblicate nei rispettivi paesi si controlla la nazionale statunitense o sudcoreana. Nella modalità a due giocatori il secondo giocatore utilizza la nazionale statunitense (il Giappone nella versione statunitense). I pallavolisti delle squadre giocabili hanno dati personalizzati quali nome, ritratto e abilità nelle varie azioni.
Il giocatore singolo deve affrontare una sequenza fissa di sei incontri per vincere la medaglia d'oro. Tutti gli incontri arcade iniziano dall'ultimo set al tie-break (una regola all'epoca recentemente introdotta nella pallavolo, per cui si segna punto anche su cambio palla), con un punteggio di partenza differente a seconda del livello. C'è un limite di tempo per ogni incontro, easurito il quale il giocatore vince se è in vantaggio come punteggio.
Nelle conversioni per console ci sono molte più opzioni di gioco disponibili. Sono presenti 8 squadre nazionali, tutte selezionabili dai giocatori, ed è possibile anche personalizzare la propria squadra regolando i livelli di abilità di ciascun membro nelle varie azioni. Si affrontano incontri singoli o il mondiale, contro avversari a scelta. Le partite sono a più set e altre caratteristiche come i punteggi di partenza sono regolabili.
Nell'arcade, sullo sfondo sono presenti dei cartelloni pubblicitari che recano i nomi storpiati di aziende realmente esistenti; nelle conversioni si vedono invece pubblicità di Rabio Lepus della V-System.
A differenza delle altre versioni, quella per PC Engine è sprovvista di colonna sonora durante le partite.

## Serie
- Super Volleyball (1989)
- Power Spikes (1991), solo arcade
- Power Spikes II (1994), arcade e Neo Geo, con tema fantascientifico opzionale
- Hyper V-Ball o Super Volley II (1994) per SNES, con tema fantascientifico opzionale